# Öveçler
Öveçler ist ein Dorf (Köy) im Landkreis Ovacık der türkischen Provinz Tunceli. Im Jahre 2011 lebten in Öveçler 26 Menschen.